# Sankt Johannes Kirke (København)
 Der er for få eller ingen kildehenvisninger i denne artikel, hvilket er et problem. Du kan hjælpe ved at angive troværdige kilder til de påstande, som fremføres i artiklen.

 For alternative betydninger, se Sankt Johannes Kirke. (Se også artikler, som begynder med Sankt Johannes Kirke)
Sankt Johannes Kirke er en kirke på Indre Nørrebro ved Sankt Hans Torv i København. Den er en del af sognet Simeon-Sankt Johannes Sogn. Andre kirker i sognet er Simeons Kirke og De Gamles Bys Kirke. Sankt Johannes Kirke har tre præster tilknyttet: Kirkens sognepræst, Nørrebros provst samt studenterpræsten for Det Sundhedsvidenskabelige Fakultet og Det Naturvidenskabelige Fakultet. Rigshospitalets Kirke hører i øvrigt organisatorisk under Simeon-Sankt Johannes Sogn. Kirken blev opført i 1861 som den første kirke udenfor Københavns volde. 

## Historie
I midten af det 19. århundrede var der mangel på kirker i København, og befolkningen på Nørrebro måtte vandre inden for voldene og søge kirker der. Københavns befolkning blev omtrent fordoblet fra 1800 til 1870, mens antallet af kirker og præster forblev uændret, så der i 1870 var ca. 20.000 indbyggere pr. kirke. Den første kirke uden for Københavns volde blev opført ved Sankt Hans Torv på Nørrebro i 1856-61. Byggegrunden var skænket af kommunen og lå på den gamle Blegdams Fælled. Pengene til byggeriet kom dels fra en indsamling og dels fra det offentlige. Sankt Johannes Kirkes første sognepræst, Rudolph Frimodt, begyndte en bevægelse for at forsyne byen med kirker, og fra 1874 til 1880 fik København fire nye kirker: Stefans, Jakobs, Pauls og Matthæus. 11. juni 1867 giftede Nina Hagerup og Edvard Grieg sig i kirken. 

## Kirkebygningen
- Billede fra siden uden blade på træerne.
- Forfra.
- Nordsiden

Sankt Johannes Kirke er tegnet af den nyuddannede arkitekt Theodor Sørensen, som dimitterede fra Akademiet i 1853 og var stærkt inspireret af datidens store kirkearkitekt, Gottlieb Bindesbøll. Sankt Johannes Kirkes tre gavle kan også ses i Hobro Kirke opført af Bindesbøll i 1850-52. Sankt Johannes Kirke var den første i Københavnsområdet som genbrugte middelalderens udtryksmidler med aftrappede gotiserende gavle og spidsbuede vinduer. Stilen var usædvanlig for nybyggede kirker, men blev senere udbredt over hele landet.

## Gravminder
- Mindesten over kirkens første præst.
- Mindesten over A.F.L. Rindom, kirkens præst i 45 år.

## Eksterne kilder og henvisninger
- Wikimedia Commons har flere filer relateret til Sankt Johannes Kirke (København)
- Sankt Johannes Kirke hos KortTilKirken.dk